# الإحصاء العام للسكان والسكنى لسنة 2024 (المغرب)
الإحصاء العام للسكان والسكنى لسنة 2024 في المغرب، هو سابع إحصاء عام للسكان تجريه البلاد، وكان ذلك خلال الفترة الممتدة من 1 سبتمبر 2024 إلى يوم 30 سبتمبر من نفس السنة. وتم إنجاز هذا التعداد من قبل لجنة المندوبية السامية للتخطيط.
يجري المغرب كما هو الشأن في مختلف دول العالم، إحصاء عامًا وشاملًا للسكان والسكنى كل عشر سنوات، وتتميز هذه النسخة من الإحصاء باعتماد صور الأقمار الاصطناعية حديثة الإصدار وعالية الدقة في إطار نظام معلومات جغرافية متنقل، وتجميع معطيات الإحصاء باستعمال اللوحات الإلكترونية بدل الاستمارات الورقية، كما عرف هذا الإحصاء لأول مرة تحديثات تكنولوجية هي الأولى من نوعها في مختلف مراحله المتعددة.

## تاريخ الإحصاء في المغرب
يعد الإحصاء العام للسكان والسكنى 2024، سابع إحصاء يجريه المغرب منذ استقلاله.

### الإحصاءات المنجزة قبل الاستقلال
يتعلق الأمر بعمليات حسابية بسيطة تم إجراؤها في فترات غير منتظمة، من قبل الحماية الفرنسية والإسبانية بكل من المنطقة الجنوبية أو المنطقة الشمالية. وقد جرت أول عملية من هذا النوع سنة 1921 وكانت آخرها سنة 1951.

### الإحصاءات المنجزة بعد الاستقلال
تم إجراء ست إحصاءات منذ استقلال المغرب (1960، 1971، 1982، 1994، 2004 و2014).
وقد مكن إحصاء يونيو 1960، وهو أول إحصاء يستجيب لتوصيات الأمم المتحدة سواء من حيث التاريخ المرجعي أو من حيث كيفية تصميمه وإنجازه، من تجميع كم هام من المعطيات الديموغرافية والاجتماعية والاقتصادية التي لم تكن متوفرة. 
ويُعتبر إحصاء 1971 ثاني عملية كبرى تُجرى على امتداد التراب الوطني، باستثناء أقاليم العيون وبوجدور والسمارة ووادي الذهب. وقد تم إحصاء سكان الأقاليم الجنوبية المسترجعة سنة 1975 لأول مرة سنة 1982 وذلك على غرار باقي أقاليم المملكة. مما جعل من إحصاء 1982 العملية الأكثر شمولية التي أجريت في جميع أنحاء البلاد حتى ذلك الحين، تماما كما هو الشأن بالنسبة للإحصاءات اللاحقة خلال سنوات 1994 و2004 و2014.

### تطور السكان خلال الإحصاءات العامة
يُظهر الجدول التالي التطور الذي عرفه عدد سكان المغرب حسب الإحصاءات الست الأخيرة:
| سنة الإحصاء | عدد السكان (بالمليون نسمة) |
| ----------- | -------------------------- |
| 1960        | 11,6                       |
| 1971        | 15,3                       |
| 1982        | 20,4                       |
| 1994        | 26,1                       |
| 2004        | 29,9                       |
| 2014        | 33,6                       |

## التحضير لإنجاز الإحصاء العام للسكان والسكنى لسنة 2024
في سياق التحضير لإنجاز الإحصاء العام للسكان والسكنى السابع، وبناء على ورش التحول الرقمي الذي ارتكزت عليه المندوبية السامية للتخطيط لمنتجاتها وخدماتها منذ عام 2019، تم إحداث منصة رقمية لتسجيل وانتقاء المترشحين الراغبين في المشاركة في عملية الإحصاء العام للسكان والسكنى 2024. حيث حددت فترة التسجيل عبر هذه المنصة الرقمية خلال الفترة الممتدة ما بين 07 و27 فبراير 2024. وتهدف هذه المنصة، التي تم تسخيرها لهذا الغرض في سياق اعتماد المقاربة الرقمية التي تميز إحصاء 2024 عن ما سبقه إلى رقمنة كل مراحل الإحصاء خلال إعداده وتنفيذه، وإلى تبسيط مسطرة الترشيح للمشاركة في إنجاز إحصاء 2024 عبر اعتماد استمارة إلكترونية سلسة. بالإضافة إلى ذلك ستمكن هذه المنصة كذلك من تيسير عملية انتقاء المترشحين بطريقة موثقة وشفافة، وذلك عبر برنامج معلومياتي يمكن من الانتقاء الأوطوماتيكي والآلي للمترشحين، من خلال التركيز على فئاتهم ومستواهم الدراسي ومؤهلاتهم وتجرباتهم السابقة في مجال البحوث الإحصائية، وكذا النتائج المتحصل عليها من طرف كل مترشح خلال مرحلة التكوين عن بعد فضلا عن الحاجيات على صعيد جميع الجماعات الترابية لمختلف ربوع المملكة من مشرفين جماعيين ومسيّرين ومراقبين وباحثين.
ومن ثم بعد انتقاء الأعوان المكلفين بإنجاز الإحصاء والمشرفين على عمليات تجميع المعطيات عبر المنصة الرقمية، سيتم إخضاعهم لمرحلتين من التكوين، الأولى تكوين عن بعد من خلال الاستعانة بوسائط سمعية-بصرية على منصة التكوين المحدثة لهذا الغرض، ومن ثم تليها مرحلة التكوين الحضوري في مراكز القرب.

## مستجدات إنجاز الإحصاء العام للسكان والسكنى لسنة 2024
ستعرف هذه النسخة من الإحصاء، وبفضل التحولات الرقمية والإدارية والتحديثات التكنولوجية التي عرفها المغرب في السنوات العشر الأخيرة، أدوات وتقنيات جديدة وحديثة، كما سترتكز هذه العملية على طرائق ومقاربات حصرية هي الأولى من نوعها التي يتم اعتمادها بالمغرب. وذلك من خلال تطوير برنامج إلكتروني، أحدثته موارد المندوبية السامية للتخطيط، والذي سوف يدمج تطبيقات إلكترونية محمولة على أجهزة لوحية ذكية محمولة (تابليت) فضلاً عن تطبيقات أخرى مشابهة على شبكة الإنترنيت ستسمح بالتحكم عن بعد ومراقبة الآداء في جميع مراحل عملية الإحصاء. كما سيتم الاستعانة بنظام جغرافي معلوماتي محمول خلال الأعمال الخرائطية التي تمثل قاعدة الإحصاء الجغرافية والاقتصادية والبشرية. وسيساعد هذا النظام على التوطين الخرائطي لجميع ومختلف الأبنية والمساكن والمؤسسات الاقتصادية والإدارية وكذا المرافق الاجتماعية والثقافية المنتشرة على طول تراب المملكة. كما سيساعد على تصنيف هذا الأخير إلى وحدات جغرافية، وهي التي تشكل "مناطق الإحصاء"، لضمان إحصاء عام وشامل للسكان والسكنى غفلا من أي إغفال أو تكرار خلال مرحلة تجميع المعطيات لدى الأسر.
أما على مستوى مرحلة إرسال المعطيات المجمّعة إلى مركز تدبير المعطيات، فسيتم الاستعانة بنظام CAPI وهو تقنية متطورة ستساعد المشاركين خلال مرحلة تجميع المعطيات لدى الأسر بواسطة أجهزة لوحية ذكية محمولة من خلال اختبارات المطابقة والاتساق التي تضمها، كما ستمكّن هذه التقنية من تأمين عملية إرسال المعطيات إلى مركز تدبير المعطيات، عبر تشفيرها وإرسالها في الحال بشكل آمن وآني وفوري، وهو ما سيقوم باختصار فترة عملية الإحصاء وبالتالي تقليص مواعيد نشر النتائج النهائية للإحصاء.

## الطرق والمقاربة المعتمدة لإنجاز الإحصاء العام للسكان والسكنى لسنة 2024
سوف يتم اعتماد أربع طرق لتجميع معطيات الإحصاء استناداً على مختلف فئات السكان :
1- سكان الأسر العادية: سيتم اعتماد طريقة الاستجواب وجهاً لوجه حيث يقوم الباحث بإجراء مقابلة مباشرة مع أفراد الأسرة في مقرهم الرئيسي و ذلك من أجل ملء استمارة الإحصاء.
-3-2 السكان بدون مأوى: وبالنسبة إليهم سيتم الاستعانة بطريقتين اثنتين:
• في الوسط القروي: يتم إحصاء كل شخص بدون مأوى موجود في كل منطقة من مناطق الإحصاء، وذلك على امتداد فترة الإحصاء.
• في الوسط الحضري: يتم تحديد تاريخ محدد لتجميع معطيات كل الأشخاص بدون مأوى المتواجدين في كل منطقة من منطاق الإحصاء.
4- سكان الأسر الرحلة: ويتم تحديد هذه الفئة من السكان خلال الأعمال الخرائطية في الجماعات القروية المعنية، حيث يتم إحصاؤهم من قبل فرق متخصصة ومخصصة لذلك.
كما قد تم اعتماد مقاربة جديدة وحصرية في إحصاء 2024 بغاية تغطية أكبر قدر ممكن من المعطيات والمعلومات المفيدة وضمان توفرها بشكل أدق على مستوى جميع الوحدات الترابية الأساسية. وبالتالي، فإنه سيتم تجميع المعطيات لدى الأسر عبر استمارتين اثنتين:
• تشمل الاستمارة الأولى المعطيات والمعلومات المتعلقة بالأبنية الديمغرافية ومختلف الظواهر النادرة مثل الهجرة الدولية والوفيات، وهذه الاستمارة هي موجهة إلى كافة السكان.
• في حين تمكن الاستمارة الثانية وهي المفصلة من إدراج مواضيع جديدة (الأحداث الديمغرافية، والحماية الاجتماعية، وكذا استخدام تكنولوجيا المعلومات والاتصالات، والبيئة) بالإضافة إلى تعميق المواضيع المدرجة عادة في الإحصاءات (الخصوبة، والأمية والتعليم، والنشاط الاقتصادي، والتنقل، والإعاقة، وظروف السكن). وستساعد هذه الاستمارة على توفير المعلومات والمعطيات اللازمة لتتبع النموذج التنموي الجديد للبلاد ورصد مختلف غايات وأهداف التنمية المستدامة. وذلك من خلال تجميع معطيات تتعلق بتطور الاقتصاد والمجتمع، ناهيك عن أبعاد جديدة من قبيل البيئة وأهداف التنمية المستدامة والتغير المناخي والهجرة وحركية السكان. وستوجه هذه الاستمارة المفصلة لعينة محدودة تضم 20% من أسر الجماعات التي يتخطى عددها أو يساوي 2000 أسرة.

## الميزانية والموارد المرصودة للإحصاء العام للسكان والسكنى لسنة 2024
في كلمة للسيد أحمد الحليمي العلمي، المندوب السامي للتخطيط، فقد أكد أن إحصاء سنة 2004 كلّف المغرب ميزانية ناهزت حوالي 500 مليون درهم، مشيراً إلى أن هذا الرقم ارتفع إلى مليار درهم برسم إحصاء 2014، أما بخصوص إحصاء 2024 وهو السابع في تاريخ المغرب، فقد أشار إلى أنه تم رصد ميزانية توقعية تقدر بمليار ونصف مليار درهم. هذا وستسخر حوالي 70% من قيمة هذه الميزانية في سبيل الموارد البشرية التي ستسهر على جميع مراحل عملية الإحصاء، والذين سيتحصلون على تعويض مادي مقابل كل يوم من أيام الاشتغال. في حين سيتم تعيين 15% منها للأدوات التكنولوجية والوسائل الرقمية التي سيتم تسخيرها لهذا الغرض، أما الباقي فسيخصص للسيارات التي سيتم استعمالها في مختلف مراحل عملية الإحصاء، خاصة مرحلة البحث الميداني.
وفيما يخص الموارد البشرية التي ستشارك في عملية الإحصاء من مشرفين ومراقبين وباحثين، والذين سيخضعون للانتقاء والتكوين والتعيين، فقد أخبر أحمد لحليمي بأن المغرب سيقوم بتعبئة حوالي 80 ألف مشارك إجمالاً، بما فيهم حوالي 55 ألف باحث ميداني ستوكل إليهم مهمة الإنجاز الميداني، وسيوزعون على 38 ألف منطقة إحصاء ليشرعوا في عمليات الإحصاء الميدانية، وذلك بعد استفادتهم من تكوين حضوري شامل.

## أهمية وغايات الإحصاء العام للسكان والسكنى لسنة 2024
وفي إشارة من السيد أحمد الحليمي إلى أهمية هذا الإحصاء قال إن إحصاء 2024 سيجعل من المغرب نموذجاً على الصعيد القاري والدولي، وسيقدم صورة حقيقية عن تقدم المملكة المغربية، كما ألمع إلى أنه تم الاعتماد بشكل كلي على خبرات وطنية مرموقة سواء في مجالات الإحصاء أو المعلوميات، مع الاستفادة من التجارب الدولية السابقة واستثمار نتائجها في هذا الميدان.
أما عن غايات وأهداف الإحصاء الكبرى، فهي تمثل مناسبة لتجميع مختلف المعطيات الديمغرافية والسوسيو- اقتصادية لجميع التقسيمات الترابية والإدارية للمملكة المغربية، بغرض تلبية الاحتياجات الوطنية ذات الأولوية فيما يتعلق بالمعطيات الخاصة بالسكان والسكنى، وكذا الأسر وأوضاعها الاجتماعية، كما ستسمح بالقيام بمقارنات مع الإحصاءات السالفة والكشف عن التحولات الديمغرافية والسوسيو -اقتصادية للسكان والسكنى التي عرفها المغرب في السنوات العشر الأخيرة، مع السماح بإجراء مقارنات بين مختلف المؤشرات الديمغرافية والسوسيو -اقتصادية الخاصة بالبلاد مع مؤشرات باقي البلدان الأخرى، وهو ما يتماشى مع ترسيخات التوصيات الدولية. 

## وصلات خارجية
- الموقع الرسمي